# 加西市立下里小学校
加西市立下里小学校（かさいしりつ しもさとしょうがっこう）は、兵庫県加西市西笠原町にある公立小学校。

## 概要
1873年（明治6年）2月に北部地区と南部地区に設置された3小学校を前身として、合併や校名の改称を経て 1892年（明治25年）12月に下里尋常小学校が設置される。 1992年（平成4年） 開校100周年を迎えた。
加西市の南部に位置し、周辺は田畑が広がる田園地帯にある。西笠原町の西部にあり、背後には標高251mの善防山がある。

## 沿革

### 年表
出典

#### 北部
- 1873年（明治6年）2月16日 - 牛居村に平密小学校、戸田井村に向善小学校を設置
- 1876年（明治9年）5月9日 - 平密小学校、向善小学校を合併し協立小学校を尾崎村多聞寺に設置
- 1881年（明治14年）5月15日 - 協力小学校を牛居に移転
- 1887年（明治20年）4月1日 - 協立尋常小学校と改称し簡易科を併設

#### 南部
- 1873年（明治6年）2月16日 -西笠原村阿弥陀寺に笠原小学校を設立
- 1876年（明治9年）5月15日 - 笠原小学校を三口村に移して品宇小学校と改称
- 1881年（明治14年）4月11日 - 品宇小学校を西笠原村阿弥陀寺に移し笠原小学校と改称
- 1887年（明治20年）4月1日 - 笠原尋常小学校と改称し簡易科を併設

#### 笠原尋常小学校
- 1888年（明治21年）4月11日 - 協立尋常小学校と笠原尋常小学校を合併し笠原尋常小学校とする
- 1891年（明治24年）3月30日 - 簡易科を廃止

#### 下里尋常小学校
- 1889年（明治22年）4月1日 - 下里村が発足
- 1892年（明治25年）12月2日 - 下里尋常小学校設置
- 1894年（明治27年）7月5日 - 新校舎完成
- 1903年（明治36年）4月1日 - 下里村立裁縫学校を併設
- 1904年（明治37年）4月15日 - 高等科を併置し下里尋常高等小学校と改称
- 1921年（大正10年）
  - 校章制定
  - 6月14日 - 下里村立農業補習学校を併設、裁縫学校は女子部として合併
- 1926年（大正15年）7月1日 - 下里村立青年調練所を併設
- 1941年（昭和16年） - 下里国民学校に改称
- 1947年（昭和22年） - 学校教育法施行により高等科廃止し下里小学校と改称
- 1952年（昭和27年） - 南校舎新築
- 1955年（昭和30年） - 町村合併により加西郡北条町立下里小学校と改称
- 1959年（昭和34年） - 北校舎新築
- 1963年（昭和38年） - 体育館新築
- 1967年（昭和42年） - 市制実施により加西市立下里小学校と改称
- 1981年（昭和56年） - 現在地に校舎移転、北校舎新築、給食室新築（完全給食施設完備）、体育倉庫完成
- 1985年（昭和60年） - 特別棟（南校舎）新築
- 1992年（平成4年） - 開校100周年記念事業及び記念式典挙行、プール完成
- 2015年（平成27年） - 北校舎耐震補強・大規模改修
- 2022年（令和4年） - STEAMラボ教室完成[4]

## 教育目標
- 明日に向かって きらきら瞳 輝く子

## 学校行事
| - 4月 着任式、始業式、離任式、入学式 - 5月 - 6月 プール開き | - 7月 終業式 - 8月 - 9月 始業式 | - 10月 運動会、修学旅行 - 11月 - 12月 終業式 | - 1月 始業式、書き初め大会 - 2月 - 3月 6年生を送る会、卒業式、修了式 |

## 通学区域
- 加西市[5]
  - 王子町、戸田井町、両月町、大村町、尾崎町（北条東小学校の学区とする区域を除く）、段下町（北条東小学校の学区とする区域を除く）、中西町（北条東小学校の学区とする区域を除く）、琵琶甲町、野条町、牛居町、野田町、東笠原町、西笠原町、三口町、坂本町、倉谷町、新生町

## 進学先中学校
- 加西市立善防中学校[5]

## 学区の主な施設
- 加西市立善防中学校
- 加西市立 善防園
- 兵庫県立北条高等学校
- 北条鉄道北条線播磨下里駅、法華口駅
- 古法華自然公園
- 国道372号小野香寺線
- 一乗寺

## 交通
- 北条鉄道北条線播磨下里駅から徒歩約20分

## 通学区域が隣接している学校
- 加西市立賀茂小学校
- 加西市立北条東小学校
- 加西市立富合小学校
- 加西市立九会小学校
- 加古川市立志方東小学校
- 姫路市立谷内小学校